# Harald Raasløff

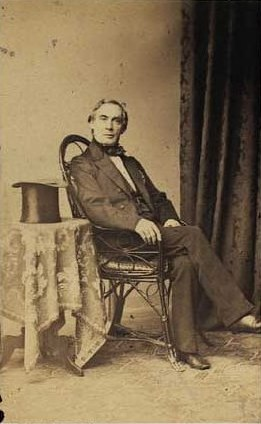
Harald Raasløff.

Harald Iver Andreas Raasløff, född den 4 oktober 1810, död den 5 november 1893, var en dansk politiker. Han var bror till Valdemar Rudolph von Raasløff.
Raasløff blev juris kandidat 1834, kriminalrättsassessor i Köpenhamn 1847, appellationsrättsråd i Flensborg 1851 och departementschef i slesvigska ministeriet 1854, var december 1854–februari 1856 minister för Slesvig och blev februari 1860 minister för Holstein. I denna egenskap sändes han i mars 1861 som regeringens kommissarie till holsteinska ständerförsamlingen i Itzehoe och avgav där i strid med sina instruktioner sådana förklaringar, att den övriga regeringen råkade i tvetydig belysning, varför han kort därpå avlägsnades som minister.
Medan Raasløff i november 1848 under signaturen Theophilus hade tillrått en delning av Slesvig som rätta lösningen av striden mellan Danmark och Holstein, uttalade han sig 1858 under samma märke skarpt emot de slesvigska språkreskripten från 1850, på grund av att de inte inskränkte sig till att bevara danska språket, där det ännu var levande, utan även ville återuppliva det i trakter, särskilt Angeln, varifrån det redan var undanträngt.
Han stod sålunda avgjort i strid med allmänna meningen i Danmark, varemot han i ett par andra småskrifter 1858–1859 kraftigt hävdade den danska helstaten mot holsteinarna. Slutligen riktade han 1861–1864 skarpa angrepp mot nationalliberalernas politik, särskilt mot Hall, samt var 1864–1869 en av Augustforeningens ledare. I skriften Min politik (1873) framställde han sin egen uppfattning och ståndpunkt.